# Basílio Alberto de Sousa Pinto
Basílio Alberto de Sousa Pinto (Tendais, Cinfães, 16 de Março de 1793 — Coimbra, 16 de Dezembro de 1881), 1.º visconde de São Jerónimo, foi um Professor da Universidade de Coimbra, doutor em Leis, que exerceu as funções de reitor daquela instituição. Eleito deputado pelo Porto às Cortes Gerais e Extraordinárias da Nação Portuguesa, de que foi secretário, é um dos principais autores da Constituição Política da Monarquia Portuguesa de 1822.

## Biografia
Nasceu no lugar de Tendais, no então concelho de Ferreiros de Tendais, filho do doutor José de Sousa Ribeiro Pinto e de sua esposa Bernarda Maria Correia de Brito. 
Em 23 de Outubro de 1811 matriculou-se simultaneamente em Cânones e em Leis na Faculdade de Direito da Universidade de Coimbra, obteve o bacharelato em Leis, a 23 de Maio de 1815, e em Cânones, a 14 de Junho de 1816. No ano seguinte, a 25 de Junho de 1817, obteve a licenciatura em Leis. Obteve o doutoramento em Leis a 2 de Julho de 1817.
Em 1818 ingressou na actividade docente na Universidade de Coimbra, sendo designado Opositor na Faculdade de Leis. Partidário dos ideais do liberalismo, tomou parte activa nos acontecimentos que se seguiram à Revolução Liberal do Porto de 1820. 

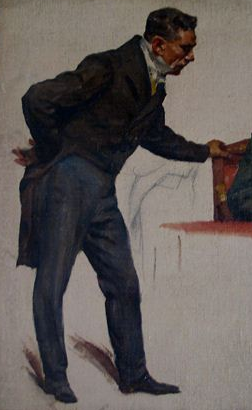
Basílio Alberto de Sousa Pinto, em estudo (1920) para a tela As Cortes Constituintes de 1821, de Veloso Salgado

Eleito deputado pela cidade do Porto às Cortes Constituintes, foi escolhido para secretário da mesa daquela assembleia, sendo nessas funções influente na elaboração do texto da Constituição Política da Monarquia Portuguesa de 1822, aprovada a 23 de Setembro daquele ano. 
Na Universidade leccionava História do Direito e Sintética de Prática, cadeiras da Faculdade de Leis. Em 1823 ingressou no Colégio de São Pedro da Universidade de Coimbra, mas pouco depois foi forçado a abandonar a Universidade e a cidade de Coimbra, pois com a restauração do absolutismo, operada pela subida ao trono de D. Miguel I de Portugal, foi obrigado  exilar-se, mantendo-se na clandestinidade, ao que parece em lugares recônditos das Beiras, durante os seis anos de governação miguelista.
Em 1834, terminada a Guerra Civil com a restauração do governo liberal, voltou à Universidade de Coimbra, onde foi nomeado lente da Faculdade de Leis, por decreto de 2 de Junho de 1834, diploma que justifica a nomeação em atenção ao seu merecimento, letras, e adesão à causa liberal.
Com a reestruturação orgânica da Universidade de Coimbra, operada após a vitória liberal ter obrigado à laicização da instituição, em 1837 transitou para a então fundada Faculdade de Direito.
Para além das suas funções docentes, exerceu diversas funções de carácter político, entre elas as de fiscal da Fazenda e Estado na Universidade de Coimbra, deputado na Junta da Fazenda da Universidade de Coimbra, decano e lente de Prima da Faculdade de Direito (1858) e reitor da Universidade de Coimbra, cargo que exerceu de 7 de Abril de 1859 a 22 de Julho de 1863. Estando ao tempo a condução do sistema educativo português em boa parte entregue à Universidade de Coimbra, a única existente no país, exerceu diversos cargos na administração educativa, nomeadamente o de director-geral na Direcção-Geral do Ensino Primário e Secundário (1842), vogal daquela Direcção-Geral (1845) e vice-presidente do Conselho Superior de Instrução Pública.
A sua passagem pelas funções de reitor ficou marcada por intensa polémica com os estudantes, gerada pela sua inflexibilidade e resistência à mudança de hábitos e regulamentos. A sua extrema severidade e rigor disciplinar, fez dele um reitor detestado pelos estudantes liberais, republicanos e socialistas, que o alcunharam de Czar de Borla e Capelo. Questões como o traje académico e a reforma curricular deram origem a múltiplas manifestações de descontentamento estudantil que culminaram no boicote à sessão solene de entrega dos prémios académicos realizada a 8 de Dezembro de 1862, na Sala dos Capelos. Quando o reitor iniciou o discurso da praxe, um numeroso grupo de estudantes, mobilizados pela secreta Sociedade do Raio, levantou-se e abandonou a sala gritando Fora o Reitor! Abaixo o inquisidor!. Seguiu-se uma reunião estudantil no Pátio das Escolas, na qual os líderes académicos reivindicaram a liberdade e independência da Universidade. Perante a contestação estudantil, Sousa Pinto pediu licença temporária das suas funções, sendo exonerado do cargo no termo daquele ano escolar.
Exerceu ainda as funções de director da Biblioteca Geral da Universidade de Coimbra, inicialmente como substituto de Manuel de Serpa Machado nos seus períodos de impedimento e depois, a partir de 1841, como director interino, sendo provido como director efectivo em 1858, substituindo nessas funções Bernardo de Serpa Pimentel. Manteve-se no cargo até à jubilação.
Depois de uma carreira de ensino do Direito, que se desenvolveu nas disciplinas de Direito Pátrio (5.º lente, de 1837 a 1841), Direito Público Universal e das Gentes (também 5.º lente, entre 1842 e 1854) e Direito Criminal. No ensino seguia as teorias de Montesquieu, Jeremy Bentham, Benjamin Constant, Louis Antoine Macarel, Jean-Louis de Lolme e François Guizot. Em matéria de direito administrativo seguia o tratado de administração pública de Charles-Jean Baptiste Bonnin. Foi jubilado como lente de Prima por decreto de 6 de Dezembro de 1860.
Foi fidalgo cavaleiro da Casa Real, comendador da Ordem Militar de Sant’Iago da Espada, comendador da Ordem de Nossa Senhora da Conceição de Vila Viçosa, comendador da Ordem dos Santos Maurício e Lázaro, de Itália, sócio honorário do Instituto de Coimbra e da Associação Liberal de Lisboa. Tinha também o título de conselheiro de Sua Majestade Fidelíssima e, sendo ao tempo reitor, foi elevado a 1.º visconde de São Jerónimo por decreto de 5 de Novembro de 1862 do rei D. Luís I de Portugal.

## Obras publicadas
Publicou, entre outros trabalhos e notas para as suas aulas, as seguintes obras:
- Lições de Direito Público português (1837);
- Lições de Direito Público português (1839);
- Analise da Constituição politica da monarquia portugueza. Feita por ordem dos artigos, colegida das prelecções do lente Basílio Alberto de Sousa Pinto (1838-1839);
- Apontamentos de Direito administrativo com referencia ao Codigo administrativo de Portugal de 18 de Março de 1842: redigidos segundo as prelecções oraes do ill.mº sr. Basilio Alberto de Sousa Pinto, feitas no anno de 1844 a 1845, por Lopo José Dias de Carvalho e Francisco de Albuquerque Couto, estudantes do mesmo anno (1849);
- Discursos recitados em Cortes como deputado e na Universidade como professor e reitor.